# Deux légendes
Les Deux légendes sont une œuvre à programme pour piano de Franz Liszt composée en 1862-1863, achevées lors de son séjour au couvent de l'Église Madonna del Rosario, à Rome. Dédiée à la fille du compositeur, Cosima, épouse de Hans von Bülow (et future épouse de Richard Wagner), la partition est publiée en 1866. Elle porte la référence S. 175 dans le catalogue des œuvres du compositeur établi par Humphrey Searle. Orchestrée dès 1863, la partition porte la référence S. 354 ou 113a.

## Composition
François-René Tranchefort considère que la composition de ces « brefs poèmes symphoniques pour piano » se situe « au plus tard en 1863 ». Les deux pièces sont achevées au couvent de l'Église Madonna del Rosario, où il reçoit la visite du pape Pie IX. De son côté, Guy Sacre s'interroge : « Est-ce le séjour à Rome, dans le giron du catholicisme, qui le poussa à écrire ces « légendes franciscaines » qui sont peut-être les dernières œuvres où il consent à manier le piano en virtuose ? »
Les Deux légendes sont dédiées à la fille du compositeur, Cosima, épouse de Hans von Bülow et future épouse de Richard Wagner. La partition porte la référence S. 175 dans le catalogue des œuvres du compositeur établi par Humphrey Searle. La partition est publiée en 1866 par les éditions Heugel à Paris, et Rózsavölgyi (hu) à Budapest.

## Création
Le 15 août 1865, Franz Liszt se rend à Budapest pour y diriger la première exécution de Die Legende von der heiligen Elisabeth et de la Dante-Symphonie qui « reçoit un accueil triomphal. Au cours d'un concert, il se remet au piano en public pour la première fois depuis bien longtemps, et joue les deux Légendes des deux saints François ».

## Présentation
L'œuvre est en deux mouvements, qu'Émile Haraszti rattache au chapitre 16 des Poètes franciscains en Italie de Frédéric Ozanam, et au chapitre 35 de la Vita di S. Francesco di Paola (et dont certaines partitions reproduisent les textes) :
1. « Saint François d'Assise. La Prédication aux oiseaux » en la majeur, à quatre temps (noté )Allegretto — Recitativo — Solennemente — Dolcissimo — Dolce ;
2. « Saint François de Paule marchant sur les flots » en mi majeur, à quatre temps (noté )Andante maestoso — Allegro maestoso ed animato — Lento.

Vladimir Jankélévitch insiste sur le fait que « Liszt cite volontiers en épigraphe les textes qui inspirent ses poèmes : un sonnet de Pétrarque, le chapitre des Fioretti sur la prédication aux oiseaux, quelques lignes de Lamartine, Ce qu'on entend sur la montagne de Victor Hugo ; mais quand le piano ou l'orchestre à leur tour élèvent la voix, quelque chose qui est d'un tout autre ordre nous pénètre ».
La durée d'exécution de chaque pièce « n'excède pas les dix minutes ».

## Parcours de l'œuvre

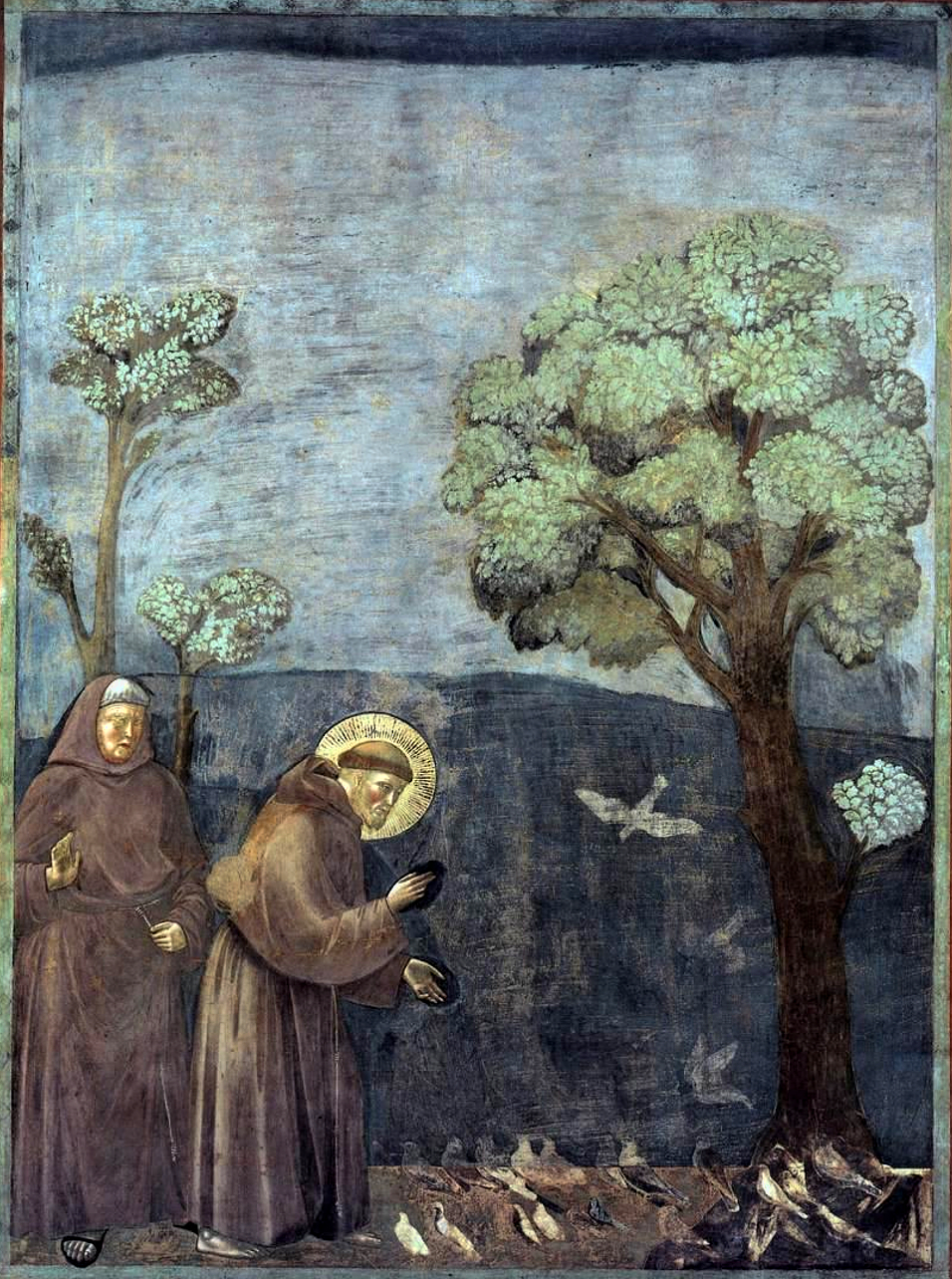
… et ils attendirent la bénédiction du Saint pour s'envoler…François d'Assise prêchant aux oiseaux, d'après les Fioretti (ch. 16), par Giotto (Assise, fin du XIIIe siècle).

### I. «Saint François d'Assise. La Prédication aux oiseaux»
La première Légende, consacrée à la prédication de François d'Assise aux oiseaux, débute par « huit pages tout emplies du bruissement des sources, du pépiement, du gazouillis des oiseaux. Le concert pourrait durer à l'infini, paradisiaque. Sur le dernier accord arpégé s'élève la voix du saint (dolce parlante), reprend, attend le silence (en ré bémol majeur, solennemente) et, l'ayant obtenu, commence la prédication. Sans même ce programme, ce seraient », selon Guy Sacre, « sept ou huit minutes de pure poésie sonore, de pure magie du clavier ».
Selon une tradition bien établie, Liszt compose cette pièce après avoir écouté « le ballet des moineaux dans les grands arbres » autour de l'Église Madonna del Rosario : « Liszt écoute leur liesse et se met au piano. La légende est jolie. L'œuvre également. Cette merveille de délicatesse, étonnamment moderne, rivalise d'inventivité pour traduire au piano le babil des oiseaux ».
Vladimir Jankélévitch comprend ces mesures « en état de prélude et d'attente prophétique », suivies d'« une oasis de recueillement et de rêverie. Au moment où François d'Assise va commencer sa prédication, les concerts d'oiseaux dans l'aigu s'interrompent ; après une pause solennelle, la voix du saint fait entendre son récitatif ».
Alan Walker décrit « le sermon [qui] s'élève vers les cieux en une série d'accords solennels dont les harmonies, qui vont s'élargissant, suggèrent que Dieu lui-même observe la scène avec bienveillance ».

### II. «Saint François de Paule marchant sur les flots»
Guy Sacre rappelle que « Liszt avait François de Paule pour saint patron ».
Toute cette pièce, que Louis Aguettant rapproche du poème symphonique Mazeppa, est « construite sur un thème en mi majeur, d'une majestueuse sérénité, qui tient à la fois de la marche et de la prière ». Ce thème « caractérise dès les premières mesures la personnalité du saint franchissant le détroit de Messine, sa foi robuste, sa tranquille assurance face à l'agitation des flots ».

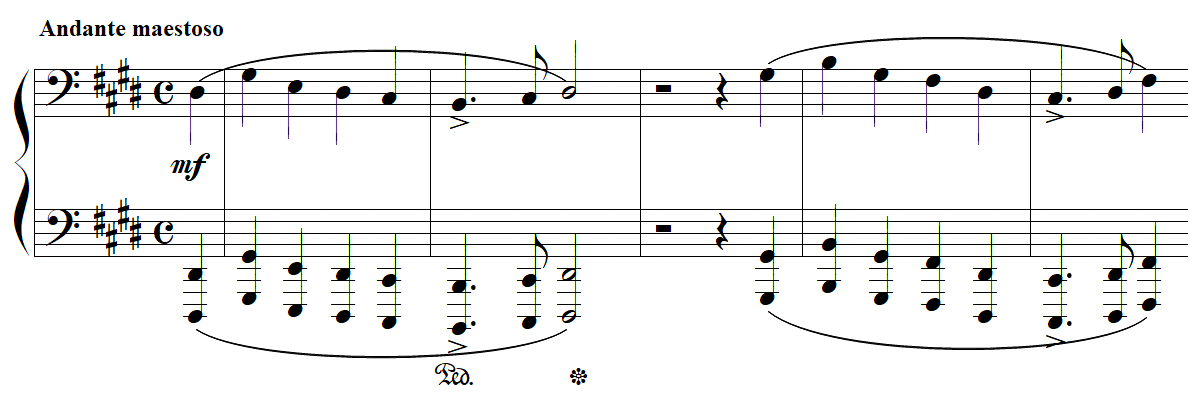
Saint François de Paule marchant sur les flots, mes.1-6.

Considérant l'importance des « gammes, arpèges, doubles notes, etc. » dans cette pièce, Olivier Alain compte la Légende Saint François de Paule « parmi les plus belles études de main gauche ». L'instrument s'aventure alors dans « le mystère chromatique des basses, et l'on est longtemps à deviner où veut en venir cette alternance énigmatique de l'orage et de la pastorale », mais Vladimir Jankélévitch soutient que « l'improvisateur ne chercherait pas s'il n'avait déjà trouvé » : ce « cantique de Saint François de Paule marchant sur les flots qui n'est ni enroulé autour des arpèges ni suspendu aux trilles, mais flotte sur les profonds remous des basses, recherche dans le grave ce mélange d'océan et de brume d'où naîtra la musique ».
La pièce « est conclue en « action de grâces » victorieuse : sur le thème initial de choral poudroient les rayons d'une lumière d'apothéose, d'une sorte d'Alléluia… » Vladimir Jankélévitch analyse l'emploi de mi majeur dans l'oeuvre de Liszt, « tonalité hymnique. Les quatre dièses généreux expriment tantôt la Foi triomphante, tantôt l'Amour vainqueur. La musique en mi majeur est décidément la musique des royales effusions du cœur », que l'on retrouve dans « les moments triomphaux du Christus », par exemple.

## Analyse
Claude Rostand rattache les Deux légendes à « la veine des Années de pèlerinage, toutes deux non plus seulement impressionnistes, mais parfois presque descriptives ». Louis Aguettant considère ces pièces « à la fois décoratives et mystiques, de vrais poèmes symphoniques pour piano ».
De même que Guy Sacre entend dans ces pièces un « poème de l'air » et un « poème de l'eau », Frédéric Martinez observe que « recueillement ne rime pas avec claustration dans le vocabulaire lisztien ». Olivier Alain identifie le contraste entre les pièces par « l'emploi systématique des régions extrêmes [du clavier] » : « sous-grave (« tempêtes » à la main gauche pour Saint François de Paule) et suraigu pour Saint François d'Assise (d'une façon quasi continue) ». Vladimir Jankélévitch approfondit cette observation sur les « registres extrêmes », puisque « Liszt ne respire que dans l'immensité » : « le diptyque des Légendes résume en quelque sorte cette opposition polaire. D'une part l'air du firmament, à travers lequel le signe de la croix partage les quatre points cardinaux, de l'autre les eaux profondes au-dessus desquelles la Genèse rapporte que flottait l'Esprit de Dieu ».
Alan Walker devine dans Saint François de Paule marchant sur les flots  « la morale de la légende, selon Liszt lui-même, que les lois de la foi sont plus puissantes que les lois de la nature ». Pour Vladimir Jankélévitch, « Orphée, Ce qu'on entend sur la montagne, La Bataille des Huns et jusqu'à François d'Assise prêchant aux petits oiseaux marquent tous, chacun à sa manière, une victoire de l'homme et de l'humain sur la bestialité » : ainsi, « le vautour de Prométhée deviendra le rossignol de Saint François ».

## Postérité

### Arrangements
Selon Alfred Brendel, Bernhard Stavenhagen, l'un des derniers élèves de Liszt, a réalisé « un arrangement si ampoulé de la deuxième Légende que l'original semble une version édulcorée pour débutants ». Vladimir Horowitz a donné sa propre version lors d'un concert à Carnegie Hall en 1947.
À l'orgue, il existe un arrangement du no 1 de Camille Saint-Saëns et plusieurs arrangements du no 2 : par Max Reger (joué notamment par Olivier Latry), Léonce de Saint-Martin (1930), Lionel Rogg (les deux chez Leduc) et une autre de Louis Robillard.
Liszt orchestre les deux pièces aussitôt après les avoir composées, en octobre 1863, sous le numéro S. 354 (ou S. 113a) dans le catalogue de ses œuvres. Cette version pour orchestre, retrouvée seulement en 1975 au sein des archives d'un élève de Liszt, August Göllerich, est publiée à Budapest en 1984, par Ervin Lukács. Cependant, Olivier Alain considère déjà l'écriture de Saint François de Paule par « plans sonores » comme « une orchestration pianistique ».

### Influences
Alan Walker entend dans La Prédication aux oiseaux « le lien historique entre Le Coucou de Daquin et le Catalogue d'oiseaux de Messiaen ». Vladimir Jankélévitch met aussi cette Légende en perspective : « Le Ballet des oiselets dans les Tableaux d'une exposition de Moussorgski contraste par ses acidités, ses stridences, son réalisme un peu aigre avec la musicalité mélodieuse des concerts d'oiseaux qu'on entend dans le François d'Assise de Liszt, tout comme le rossignol de Stravinsky contraste avec les harmonieux rossignols de Rimski-Korsakov. Le Catalogue d'oiseaux de Messiaen veut être, sans les onomatopées littéraires et les conventions imitatives d'un Daquin ou d'un Saint-Saëns, la fidèle notation des vrais chants d'oiseaux ».
Jankélévitch rapproche « la Fevronia de Rimski-Korsakov et le François d'Assise de François Liszt dans la Prédication aux oiseaux : le chant de l'homme, d'abord récit expressif, puis cantique, naît de cette rumeur informe et inarticulée, mais inspirante, que les oiseaux font dans le clair-obscur des sous-bois ». Il perçoit encore l'influence de Saint François de Paule sur Ondine (Gaspard de la nuit) et de Saint François d'Assise sur Noctuelles (Miroirs) dans l'œuvre de Ravel.
Les Deux légendes de Liszt annoncent d'autres associations de l'air et de l'eau : « Gabriel Dupont et Claude Debussy écrivent l'un la Chanson du vent et la Chanson de la pluie, Mon frère le vent et ma sœur la pluie à côté des marines de La Maison dans les dunes, l'autre Nuages à côté de Sirènes (Nocturnes), Ce qu'a vu le vent d'ouest et Le Vent dans la plaine après La Mer, cependant que La Mer elle-même fait dialoguer le vent et l'océan… L'air n'est-il pas le véhicule du son qui se propage à travers l'espace ? Dans le diptyque de ses Légendes pour piano, Liszt confrontait ainsi le haut et le bas, François d'Assise dialoguant avec les créatures aériennes, François de Paule marchant sur les flots ; les trilles aigus de la dextre, les graves trémolos à la sénestre ».
Guy Sacre insiste sur la parenté des « cascatelles d'arpèges » de la première Légende avec les Jeux d'eau de Ravel, et surtout des « flots démontés, de la mer hurlante et tumultueuse » de la seconde Légende avec Ce qu'a vu le vent d'ouest de Debussy et les Sillages de Louis Aubert « pour retrouver une telle force d'évocation ».

### Arts plastiques
En 1866, Gustave Doré dédicace à Franz Liszt un tableau sur le thème de Saint François de Paule marchant sur l'océan.

## Discographie

### Piano
|    | interprète                         | I/II       | date                      | label, ref. | note                                                 |
| -- | ---------------------------------- | ---------- | ------------------------- | --- | ---------------------------------------------------- |
| 1  | Marcel Ciampi                      | no II      | mai 1931                  | Columbia LFX 186 / EMI / Marston                                                                                         | (OCLC 696615438)                                     |
| 2  | Alfred Cortot                      | no II      | 19 mai 1937               | Gramophone DB 3268 / Naxos 8.112012                                                                                      | (BNF 37893503)                                       |
| 3  | Vlado Perlemuter                   | nos I/II   | mars 1939                 | Tahra TAH 610 | (BNF 38077029), (BNF 41281761)                       |
| 4  | Mieczysław Horszowski              | nos I/II   | 29 février et 1 mars 1940 | 2 CD Pearl / Arbiter 165                                                                                                 | (OCLC 931119681 et 1076575346) Concert radio Vatican |
| 5  | Vladimir Horowitz                  | no II      | 3 février 1947            | CD 39 Sony 88765484172-39                                                                                                | Concert Carnegie Hall. Arrangement Horowitz.         |
| 6  | Béla Síki                          | no II      | 1951                      | LP Guilde Internationale Du Disque M-2273 / Edito-Service ES 4044 / Concert Hall / Les Introuvables de Classica, vol. 24 | (BNF 37900461), (OCLC 1380645343)                    |
| 7  | Wilhelm Kempff                     | nos I/II   | 1952                      | Decca LXT 2572 | (BNF 38252184)                                       |
| 8  | Alexander Brailowsky               | no I       | 1955                      | RCA A630232 | (BNF 38006667)                                       |
| 9  | Raymond Trouard                    | nos I/II   | 1955                      | LP CBS 51 086 / Odeon ODX125 / 11 CD Sony 88697 318462                                                                   | (BNF 37942855)                                       |
| 10 | György Cziffra                     | no I       | 21 août 1956              | 5 CD EMI 5 74512 2 | Budapest, Studio Hungaroton.                         |
| 11 | Aline van Barentzen                | no II      | début 1957                | Pathé FALP472 / APR APR6031                                                                                              | (BNF 38061378)                                       |
| 12 | Daniel Wayenberg                   | no II      | 1958                      | Ducretet Thomson 320C105 / EMI                                                                                           | (BNF 37863676)                                       |
| 13 | Tamás Vásáry                       | no II      | mai 1959                  | DG 618589 / 479 4591 / CD 35 (intégrale)                                                                                 | (BNF 37854873)                                       |
| 14 | Jeanne-Marie Darré                 | no II      | 1960                      | Pathé DTX 30202 / EMI | (BNF 37960513)                                       |
| 15 | Eugène Reuchsel                    | nos I/II   | 1960                      | LP Philips G 03.496 L |                                                      |
| 16 | György Cziffra                     | no II      | 1963                      | Philips 6500 250 / « Les années Philips » (Chopin, Liszt) 434 547-2                                                      | « Cziffra interprète Liszt »                         |
| 17 | France Clidat                      | nos I/II   | 1968                      | 4 LP Vega 8009/12 / Decca 476 4035                                                                                       | Intégrale Liszt.                                     |
| 18 | Aldo Ciccolini                     | nos I/II   | 1970                      | 56 CD (CD 17) EMI-Warner 685824 2                                                                                        |                                                      |
| 19 | Ruth Schmid-Gagnebin               | nos I/II   | 1970                      | LP Gallo 30-201 |                                                      |
| 20 | Ervin Nyíregyházi                  | nos I/II   | 6 mai 1973                | LP International Piano Archives IPA 111 / Music & Arts CD-1202                                                           |                                                      |
| 21 | Gabriel Tacchino                   | no II      | 1974                      | EMI | (BNF 38352967)                                       |
| 22 | Wilhelm Kempff                     | nos I/II   | 2-4 septembre 1974        | DG 449 093-2 / 5 CD 435 495-2 / « Grands pianistes du XXe » Philips 456 865-2 / 477 9374 / SACD Pentatone PTC5186220     | avec Années de Pèlerinage: Italie, Sonnets           |
| 23 | Anne Queffélec                     | no II      | 1975                      | 21 CD Erato 542788 | (OCLC 1333537867)                                    |
| 24 | Éric Heidsieck                     | nos I/II   |                           | LP Disques Cassiopée 369 191                                                                                             | (OCLC 421782588) avec Consolations                   |
| 25 | Alfred Brendel                     | nos I/II   | 1980                      | Philips 6514 147 / 4 LP 412 156-1 / 410 040-2 / 114 CD (CD 81) 478 8827                                                  | Intégrale Brendel chez Philips.                      |
| 26 | François-René Duchâble             | nos I/II   | 1984                      | Erato NUM 75177 / 88091 / 4 CD 504668286-2                                                                               |                                                      |
| 27 | György Cziffra                     | nos [I/]II | mai 1985                  | EMI-Warner 094636755120                                                                                                  |                                                      |
| 28 | Dominique Merlet                   | nos I/II   | 1986                      | Quantum QM6891 |                                                      |
| 29 | Harumi Hanafusa                    | nos I/II   | 1986                      | Disques Adès 14089-2 | (BNF 38127702)                                       |
| 30 | Jenő Jandó                         | nos I/II   | 1987                      | Hungaroton SLPD 12769 |                                                      |
| 31 | Stephen Hough                      | no I       | août 1987                 | Virgin classics 5611252                                                                                                  | (BNF 38280303)                                       |
| x  | Vladimir Feltsman (en)             | no I       | 1988                      | CBS MK 44925 | Avec la Sonate et Sonnets de Pétrarque.              |
| 32 | Leslie Howard                      | nos I/II   | février 1988              | Hyperion CDA66301 | Intégrale vol. 2.                                    |
| 33 | Huguette Agederian                 | no II      | août 1990                 | HA 111 |                                                      |
| 34 | Nikolaï Demidenko                  | nos I/II   | 1992                      | Hyperion |                                                      |
| 35 | Lilya Zilberstein                  | nos I/II   | mars 1995                 | DG 447 755-2 |                                                      |
| 36 | Jenő Jandó                         | nos I/II   | 1995                      | Naxos 8.553594 | Intégrale vol. 8.                                    |
| 37 | François-René Duchâble             | nos I/II   | 1999                      | EMI 5 56684 2 | avec 12 Études d'Exécution Transcendante             |
| 38 | Pierre-Laurent Aimard              | no II      | 3 décembre 2001           | Teldec 0927-43088-2 | Concert Carnegie Hall.                               |
| 39 | Caroline Sageman                   | no II      | 2003                      | SACD Lyrinx LYR2228 | avec Sonate en si.                                   |
| 40 | Claire-Marie Le Guay               | nos I/II   | 2003                      | Accord 472 728-2 | avec les Concertos                                   |
| 41 | Romain Hervé                       | nos I/II   | novembre 2004             | Calliope CAL 9349 |                                                      |
| 42 | Lovro Pogorelić                    | no II      | 2006                      | Intrada |                                                      |
| 43 | Daniel Barenboim                   | no I       | 28 mai 2007               | RAI/Warner 66785-2 | Concert La Scala.                                    |
| 44 | Guillaume Coppola                  | no II      | 2009                      | Calliope CAL9412 / Eloquencia EL1130                                                                                     | « Franz Liszt, Un Portrait »                         |
| 45 | Ivan Donchev (en)                  | nos I/II   | 2011                      | Sheva Collection SH502                                                                                                   |                                                      |
| 46 | Claire Chevallier,piano Érard 1876 | nos I/II   | février 2011              | La Dolce Volta LDV02 | « Franz Liszt, Fever »                               |
| 47 | Roger Muraro                       | no II      | octobre 2014              | La Dolce Volta LDV 20 | (OCLC 995210450) « Liszt, Le Piano de Demain »       |
| 48 | Sandro Ivo Bartoli (en)            | nos I/II   | 2015                      | Solaire Records SOL1002                                                                                                  | (OCLC 1287951552) « Liszt : The Franciscan Works »   |
| 49 | Costantino Catena                  | nos I/II   | 2016                      | Camerata CMCD 15141-2 |                                                      |
| 50 | Leonardo Pierdomenico (en)         | nos I/II   | novembre 2017             | Piano Classics PCL10151                                                                                                  | (OCLC 1099294459)                                    |
| 51 | Francesco Piemontesi               | nos I/II   | décembre 2017             | Orfeo C982191 et C944182                                                                                                 | (OCLC 1273539165)                                    |
| 52 | Joseph Moog                        | nos I/II   | 2019                      | Onyx 4195 | (OCLC 1138233759)                                    |
| 53 | Joachim Carr (en)                  | nos I/II   | janvier 2020              | Claves Records | (OCLC 1385423552)                                    |
| 54 | Minsoo Hong                        | nos I/II   | avril 2022                | Genuin GEN 23827 | (OCLC 1427650981)                                    |

### Orchestre
Orchestration des nos 1 & 2 :
- Gerd Albrecht, Wiener Akademie (1982, DG)
- James Conlon, Orchestre philharmonique de Rotterdam (1985, Erato NUM 75293 / ECD 88220)[47]
- Martin Haselböck, Wiener Akademie (5 juin 2015, Aparté AP279 / 9 CD Gramola 99150)

### Orgue
- Olivier Latry (Warner)
- Martin Schmeding, orgue Cologne Friedenskirche (septembre 2021 SACD Æolus AE-11321 « Die Blaue Blume »)
no 2 arr. pour orgue : Wolfgang Sebastian Meyer.

### Ouvrages généraux
- Louis Aguettant, La Musique de piano : des origines à Ravel, Paris, Albin Michel / L'Harmattan, coll. « Les Introuvables », 1999 (1re éd. 1954), 446 p. (ISBN 978-2-738-48141-2), p. 271-293.
- Alfred Brendel (trad. Dominique Miermont et Brigitte Vergne), Réflexions faites [« Nachdenken über Musik »], Paris, Buchet-Chastel, coll. « Musique », 1977 (éd. rév. 2011), 238 p. (ISBN 978-2-283-02530-7 et 2-283-02530-3, OCLC 800473540).
- Émile Haraszti, « Liszt », dans Roland-Manuel (dir.), Histoire de la musique, t. 2, Paris, Éditions Gallimard, coll. « Encyclopédie de la Pléiade », 1963, 1878 p. (OCLC 852916, BNF 33042677).
- Vladimir Jankélévitch, La Musique et les heures, Paris[sous-titre=De l'aube à midi, Seuil, coll. « Points » (no 952), 1988 (1re éd. 1953), 294 p. (ISBN 2-02-010188-2 et 978-2-7578-9907-6), p. 71-212.
- Guy Sacre, La musique pour piano : dictionnaire des compositeurs et des œuvres, vol. II (J-Z), Paris, Robert Laffont, coll. « Bouquins », 1998, 2998 p. (ISBN 978-2-221-08566-0), p. 1665-1742.
- François-René Tranchefort (dir.), Guide de la musique de piano et de clavecin, Paris, Fayard, coll. « Les Indispensables de la musique », 1987, 870 p. (ISBN 978-2-213-01639-9), p. 453-478.

### Monographies
- Olivier Alain, « Liszt, le novateur. Essai de recensement », dans José Bruyr, Bernard Gavoty, Antoine Goléa, Claude Rostand et al., Liszt, Paris, Hachette, coll. « Génies et réalités » (no 31), 1967, 295 p., p. 233-266.
- (en) Ben Arnold, The Liszt Companion, Westport (Connecticut), Greenwood Press, 2002, 485 p. (ISBN 0-313-30689-3).
- Pierre-Antoine Huré et Claude Knepper, Liszt en son temps : documents choisis, présentés et annotés, Paris, Hachette Littératures, coll. « Pluriel Arts » (no 25), 1987, 669 p. (ISBN 2-01-279272-3).
- Vladimir Jankélévitch, Ravel, Paris, Seuil, coll. « Solfèges » (no 3), 1995 (1re éd. 1956), 220 p. (ISBN 2-02-023490-4 et 978-2-020-23490-0).
- Vladimir Jankélévitch, La Musique et l'ineffable, Paris, Seuil, 1983, 194 p. (ISBN 2-02-006450-2)
- Serge Gut, Franz Liszt, Paris/Lausanne, De Fallois / L'Âge d'homme, 1989, 664 p. (ISBN 287706042X, OCLC 417236310), p. 328-329.
- Vladimir Jankélévitch, Liszt, rhapsodie et improvisation, Paris, Flammarion, 1998, 173 p. (ISBN 2-08-067686-5)
- Frédéric Martinez, Franz Liszt, Paris, Gallimard, coll. « Folio biographies », 2011, 376 p. (ISBN 978-2-07-039982-6), p. 280-282.
- Claude Rostand, Franz Liszt, Paris, Seuil, coll. « Solfèges » (no 15), 1960, 188 p. (ISBN 978-2-020-002356, OCLC 3436790, BNF 33159258).
- Alan Walker (trad. de l'anglais par Odile Demange), Franz Liszt [« Franz Liszt : The Final years, 1861–1886 »], t. II : 1861–1886, Éditions Fayard, coll. « Bibliothèque des grands musiciens », 1998, 686 p. (ISBN 2213601828, OCLC 41176301), p. 72-75.